# スパーク!!ララナギはりけ〜ん
『スパーク!!ララナギはりけ〜ん』は、『ちゃお』で2004年5月号から2005年12月号まで連載された、もりちかこ作の漫画作品。

## 概要
バレーボールを題材としたスポ根ギャグコメディで、作者のもりはバレーボールファンとしても知られる。
少女漫画だが、百合要素ならあるものの、男女間の恋愛要素が全くと言っていいほど存在しない（しかし、ナギが初恋をする番外編やナギ以外のチームメイトがイタリア人の美少年に一目惚れする話や、ナギのチームメイトの蔦が監督に逆プロポーズするなど、男女間の恋愛要素がないわけではない）。

連載期間は一年半だが、
- 第一部 2004年5～10月号
- 第二部（炎の女神編） 2004年12月号～2005年5月号
- 第三部（スーパーセクシーウォーズ編） 2005年7～12月号

と、それぞれ独立した章として連載されていた。
劇中でメタフィクション的な発言やシュールかつブラックなネタも盛り込まれている。
作者のもりによれば、ララナギの連載時に編集部が内容に対して止めたりすることがなく、はだかと納豆の最終戦のネームをだしたときも「絶対NG！」と言われると思ったが、編集部はOKをだしたので、もりは「ちゃお編集部大丈夫かよ…」と思ったとのこと。

## あらすじ
強気で背が低い大金持ちの夏凪アスカ（ナギ）は、バレーで「空飛ぶネズミ」の異名を持つ天才アタッカー。
転校先の四季小バレー部でエースになろうと燃えるナギの前に、背が高く気弱で貧乏だが「瞬殺の銀狐」の異名を持つ天才アタッカーの雪本らら（ララ）が立ちはだかる。
そんな正反対の二人が繰り広げる、爆笑＆感動バレーボールコメディ。第一部では四季小学校に通う小学6年生で全国大会を競い、中学生になった第二部以降は日本代表に選ばれて世界大会を競うことになる。

## 登場人物
ナギ / 夏凪 アスカ（なつなぎ アスカ）
主人公。8月8日生まれ。身長138cm。好きなものはチョコレート、1番。キライなものは負ける事。
小柄な体格ながらも抜群のジャンプ力の持ち主で、別名「空飛ぶネズミ」。強気で物動じせず、負けず嫌いで他人に厳しいが自分にも厳しい努力家。夏凪財閥の令嬢で、すぐに大金を渡して物事を解決しようとする癖がある。
「成金」と言われると、キレて不気味な高笑いをあげながらアタックしたボールが凶器に変わり、コートに降り注ぐ超必殺技を持つが、一回しか使えない最終兵器。
お嬢様なため汚い所（下水道など）に入ると体調を崩してしまう。幼い頃から両親（特に父）に徹底的な英才教育を施され、語学にも堪能で英語や中国語も話せる（英語はリース相手に、中国語は訪中先のバレーボールチーム相手に挨拶する際に披露をしている）。テストはオール100点と頭は良いが、一度だけ99点を取ってしまったことがある。
成金小（なりがねしょう）のエースだったが、全国大会決勝をララと共にボイコットしてしまい、チームにいられなくなって四季小学校に転校し、ララと再会する。
当初はララとはエースの座をとられた事や価値観の違いから仲が悪かったものの、紆余曲折を得てライバル兼親友となった。実はララに石をあげた男の子の正体で、石はビー玉代わりに持っていたダイヤモンドだった。
ララ / 雪本 らら（ゆきもと らら）
もう1人の主人公。12月12日生まれ。身長170cm。好きなものはナギ、カルメ焼き。キライなものは突然の大金、テーブルマナー。星形のヘアゴムをつけている。
別名「瞬殺の銀狐」。小学生とは思えないほど背の高い美少女で、長身を生かしたプレイをするが、気が弱く臆病で泣き虫な性格。実家は貧乏で、家族は両親と5人の弟がいる。家計を助けるためにルックスを生かし、小学生にしてモデルをしている。テストは毎回平均点くらい。突然の大金が苦手で、ナギがまとまった大金を出した時は昏倒しそうになっていた。
「ビンボー人」と言われると別人のようにキレて鬼のような顔に豹変し、ボールが隕石に変わりコートに降りそそぐ超必殺技「隕石アタック」を放つが、ナギ同様に一回しか使えない最終兵器。
元は貧小（ひんしょう）のエースだったが、ナギと同様の理由で四季小学校に転校し、ナギと再会を果たす。
バレーは背が高いことから周囲に勧められて始めたもので、上手く出来ず泣いていた時にある男の子と出会い、綺麗な石を貰って自信を持つようになる。その男の子と「一番になればまた会える」と約束するが、その石をなくしてしまい自信を喪失していた。しかしナギが倒れて自分が石やナギにすがっていた事に気づき、自ら試合に出るようになった。
1部終盤にその男の子がナギと知って以来、「ナギ大好き！」と公言するベタ惚れ状態と化した。ナギのピンチを察知した際は、ナギ専用ヒーロー「洗濯の途中マン」に扮してナギを救ったこともある。
マッキー / 牧田 秋（まきた しゅう）
レシーバー・リベロ。10月10日生まれ。身長142cm。好きなものは食べ物全般、大暴れ。キライなものは空腹。
別名「食らう野生児」で、拾えないボールはないと言われている。バナナを皮のまま食べると、サルのようにコートを転がりボールを拾う『ローリングモンキー』が炸裂。後にスライディングからボールを拾う『ツバメのグライダーレシーブ』も取得した。
ボーイッシュな少女で陽気な食いしん坊。頭は悪く、テストはオール赤点。一人称は「ボク」で、語尾に「～ヨ」をつけて話す。
第一部では紅葉小学校のエースとして登場し、練習試合で四季小を下すが、全国大会で四季小に敗れた。第二部ではララナギとともに日本代表チームの選手に選ばれた。
ハル / 春風 優里香（はるかぜ ゆりか）
ブロッカー。3月3日生まれ。身長180cm。好きなものはフリル、お花、ピンク。嫌いなものは毛虫。
ララ以上の長身かつ鍛えた身体と短髪が特徴。このため、外見だけ見るとマッチョな男子生徒にしか見えないが、れっきとした女子生徒。さらにその厳つい見た目からは想像のつかない可愛らしい名前と乙女チックな性格の持ち主で、普段着もロリータ・ファッションである。得意技はバラの香りを嗅ぐ事で繰り出す『乙女の鉄壁ブロック』。
第一部ではたんぽぽ小学校の選手として登場。他のチームメイトもハルと同じく厳つい男子生徒のような見た目とは裏腹に可愛らしい名前と乙女チックな性格の持ち主であり、合宿では毎晩フリルパジャマのファッションショーを開いていた。全国大会決勝では審判ミスで四季小を下す結果となり、納得できずララナギに再戦を申し込もうとした。
第二部ではララナギとともに日本代表チームの選手に選ばれる。
白山 蔦（しろやま つた）
セッター。4月2日生まれ。好きなものは着物、雪、あたたかいもの、金平糖。嫌いなものはうるさい場所、嘘をつく人。第二部から登場し、ララナギたちに先立ち日本代表チームに集められた。
別名「恐山の白雪」。家業はイタコらしく、つい最近までは雪山の奥深くで幽霊の友達と暮らしていた。素晴らしいトスができ、ナギに「この子のトスを打ってみたい」と思わせる位の腕前。彼女自身もアタックを打ちたいと思っている人にしかトスを上げない。
常に冷静で落ち着いた性格だが、実はかなりのドSでチームの皆（特に千羽監督）をいじめて楽しんでいる。セッターという立場上周囲をよく見ており、ナギの努力や葛藤をララに伝え、彼女の弱さを払拭させるきっかけを作った。
番外編『スパーク!ゴーストはりけ～ん』では、友達の幽霊達と一緒に、本来幽霊が平気なナギでさえも震え上がる恐ろしいきもだめしを催したが、幽霊を怖がりながらもとんでもない気迫を見せるハルに敗れ、少し反省の色を見せた。
極度の怖がりである千羽監督のことを「もっと泣かせてみたい」という理由で気に入り、十年後には半ば脅迫に近い形で千羽監督にプロポーズし、結婚する。
五十峰 祐（いずみね ひろ）
四季小の監督。6月10日生まれ。好きなものはアイスクリーム、ドライブ、すごい選手のチェック。嫌いなものはドリアン、たくあん、ネギ。
通称「スマイリー五十峰」。その名の通り笑顔をふりまく、明るく温厚な性格の眼鏡をかけた青年。ララナギというエース選手を獲得して興奮していた。チームをよく見ており、コートに立てなくなったララに助言をする。
第二部では四季小のチームメイトとララナギの応援に駆けつけた。千羽監督と意気投合してメル友になる。
千羽 飛翔（せんば ひしょう）
日本代表チームの監督。1月1日生まれ。好きなものはバレーボール、テレビ、みかん。嫌いなものはオカルト、ホラー、寒さ、ネコ。33歳。
眉間にシワを寄せた厳格な男性だが、初登場は「バボレンジャー」のリーダーというみっともないコスプレ姿だった。試合ではナギたちを厳しく叱責することが多いが、本来チームを大切に思う情の厚い性格。その反面、子供のようにいじけて拗ねたり、第二部でメル友になった五十峰監督に女子高生のようなメールを送るなどギャップが激しいところがある。
幽霊が大の苦手で、暗闇で大騒ぎしたり、こんにゃくで脅かされただけで泣いて逃げてしまうほどの極度の怖がり。しかし蔦から「もっと泣かせてみたい」と狙われ、十年後に半ば脅迫に近いプロポーズをされ結婚した。
名無しのチームメイト
日本代表チームに所属する3人の少女。それぞれ二つ結び、三つ編み、ショートヘアが特徴。
モブキャラゆえ名前がなく、本編では度々名前がないことをネタにされている。作中では名前を募集したものの、作者曰く「可愛い名前ばかりだから」と、結局名前が決まらなかった。
リース
バレーアメリカ代表。通称「ダイヤモンドビューティガール」。金髪の巨乳美少女で、ナギ同様大金持ちの家に育ったお嬢様。
ナギとはヨーロッパでの社交界で出会って以来の知己であり、彼女のことが大好きだが、ナギ本人からは嫌われており、ララとはナギをめぐるライバル関係。
自分の容姿に絶対的な自信を持ち、自分よりも可愛い子は『敵』と認識している。その一方で「偽乳」や「よせ乳」といった胸に関する悪口には本気でキレる。
劇中では英語を話しているが、日本語も話せる。
作者のもりは、描きやすいキャラクターの1人にリースを挙げている。

## 単行本
全4巻。ちゃおフラワーコミックスから発売。
- 第1巻(2004年11月1日発売)ISBN 978-4-09-138126-2
- 第2巻(2005年4月27日発売)ISBN 978-4-09-138127-9
- 第3巻(2005年10月31日発売)ISBN 978-4-09-138128-6
- 第4巻(2006年2月6日発売)ISBN 978-4-09-130297-7

第4巻には、ちゃおデラックス2004年11月25日号に掲載された「うさたんにパセリをそえて」が収録された。